# Alain de Boissieu
Pour les articles homonymes, voir Boissieu.
Pour les autres membres de la famille, voir Famille de Boissieu.
Alain de Boissieu Déan de Luigné, dit Alain de Boissieu, né le 5 juillet 1914 à Chartres et mort le 5 avril 2006 à Clamart, est un militaire français, compagnon de la Libération. Il est le gendre du général de Gaulle.
Cavalier de formation, il combat brillamment lors de la bataille de France, menant l'une des dernières charges de cavalerie sabre au clair de l'Armée française. Fait prisonnier par les Allemands, il parvient à s'évader de Pologne mais est à nouveau incarcéré, cette fois par les troupes soviétiques encore alliées à l'Allemagne. Parvenant enfin à rejoindre la France libre après l'opération Barbarossa, il sert au sein de la 2e division blindée du général Leclerc, participant avec elle aux combats de libération de la France de la Normandie à l'Alsace, puis jusqu'au fief nazi de Berchtesgaden. Il termine sa carrière militaire en 1975 au rang de général d'armée.
Fidèle de Charles de Gaulle, il épouse sa fille Élisabeth en 1946 et fait ainsi partie du premier cercle du général. Lors de l'attentat du Petit-Clamart en 1962, présent dans la Citroën DS-19 présidentielle, il sauve probablement la vie de son beau-père en lui ordonnant de se baisser pour échapper à la mitraille. Commandant de l'École spéciale militaire de Saint-Cyr puis grand chancelier de la Légion d'honneur, il démissionne de ce dernier poste en 1981 à la suite de l'élection de François Mitterrand à la présidence de la République française pour ne pas avoir à lui présenter le collier de grand maître de l'ordre national de la Légion d'honneur le jour de la cérémonie d'investiture comme président de la République. Il est également chancelier de l'ordre de la Libération durant les quatre dernières années de sa vie.

## Biographie

### Jeunesse et engagement
Alain Henry Paul Marie Joseph de Boissieu-Déan de Luigné naît le 5 juillet 1914 à Chartres. Il est le fils d'Henri de Boissieu, assureur-conseil, et de Marguerite Froger de Mauny. Les Déan de Luigné sont une famille de l'Anjou.
Il étudie au collège Sainte-Croix au Mans puis au lycée privé Sainte-Geneviève à Versailles. Choisissant la carrière militaire, il intègre en 1936 l'École spéciale militaire de Saint-Cyr dans la promotion « Soldat inconnu ». Sorti avec le grade de sous-lieutenant, il choisit l'arme de la cavalerie et poursuit sa formation militaire à l'École d'application de la cavalerie de Saumur. Parallèlement, il obtient trois licences à l'université de Paris.

### Seconde Guerre mondiale

#### Bataille de France
Lorsque la Seconde Guerre mondiale éclate, Alain de Boissieu est en poste au 15e groupe de reconnaissance de la 10e division d'infanterie. Après la drôle de guerre, il est engagé dans la bataille de France et s'illustre à Époye dans la Marne le 11 juin 1940 en arrêtant une attaque ennemie, détruisant trois blindés allemands avec le peloton de canons antichars qu'il commande. Encerclé dans un bois au nord du village, il s'efforce de sauver ses pièces d'artillerie de la capture et, tandis qu'une unité d'infanterie fait diversion, rassemble ses 35 cavaliers et lance une charge au sabre contre les Allemands surveillant les sorties du bois. Malgré quelques pertes, Boissieu parvient à faire sortir les canons et confie le peloton à son adjoint pour qu'il ramène les pièces au quartier-général de la division. Puis il retourne dans le bois pour prendre le commandement des fantassins qui ont couvert la charge des cavaliers et tente de rejoindre le camp de Mourmelon, plus au sud, où se trouve le reste du 15e GRDI. Mais en chemin, à hauteur du Mont Cornillet, il est fait prisonnier lors d'une embuscade allemande le 12 juin.

#### Captivité
Transféré vers l'Allemagne, Alain de Boissieu se trouve en Belgique lorsque le 19 juin, il prend indirectement connaissance de l'appel du général de Gaulle lancé la veille sur les ondes de la BBC,. Décidé à poursuivre le combat, il tente sans succès de s'évader de son train à Mayence. Emprisonné à l'Oflag II-D en Poméranie, il est promu lieutenant en septembre, pendant sa détention. Le 28 mars 1941, en compagnie des sous-lieutenants Aloys Klein et Jacques Branet, il parvient à fausser compagnie à ses geôliers et à gagner l'URSS. Cependant, celle-ci étant encore liée avec l'Allemagne par le pacte germano-soviétique, les deux hommes sont à nouveau incarcérés lorsqu'ils demandent à partir en Angleterre pour y rejoindre le général de Gaulle.
Lorsqu'Adolf Hitler lance l'opération Barbarossa, entraînant les Soviétiques à s'allier au Royaume-Uni, les prisonniers français sont rassemblés au sud de Moscou et leur liste transmise à la France libre par l'intermédiaire des autorités britanniques. Avec 185 camarades menés par le capitaine Pierre Billotte, Alain de Boissieu parvient jusqu'à Arkhangelsk où il embarque vers l'île de Spitzberg puis vers la Grande-Bretagne,. Il débarque à Camberley le 12 septembre 1941 et signe immédiatement son engagement dans les forces françaises libres.

#### Forces françaises libres
Promu capitaine et affecté à l'état-major particulier du général de Gaulle où il remplace un officier blessé, Alain de Boissieu suit ensuite une formation de parachutiste et participe le 5 avril 1942 à l'opération Myrmidon, tentative ratée de débarquement à Bayonne, puis le 19 août suivant à l'opération Jubilee sur Dieppe,. Envoyé en Afrique en décembre sous les ordres du général Legentilhomme, il sert dans les rangs du bataillon de marche no 2 et participe aux ralliements à la France libre de Madagascar puis de Djibouti. Volontaire pour servir dans la force « L », future 2e DB, commandée par le général Leclerc, il y est muté en mars 1943 alors qu'elle se trouve en Tunisie. D'abord en poste à l'état-major de la force « L », Boissieu prend ensuite, en février 1944, le commandement de l'escadron de protection du général Leclerc avec sous ses ordres Pierre de La Fouchardière,.
Il retrouve le sol français le 30 juillet 1944 lorsqu'il débarque sur les côtes normandes pendant la bataille de Normandie. Le 12 août, à La Lande-de-Goult dans l'Orne, alors qu'il aide le chef d'un char à sortir de la tourelle le tireur blessé, un obus percute l'engin, tuant tous ses occupants à l'exception d'Alain de Boissieu qui est éjecté et blessé,. Quelques jours plus tard il se distingue en forêt d'Écouves en neutralisant une poche de résistance allemande. Continuant la progression au sein de la 2e DB, il parvient à Paris et participe à sa libération le 25 août 1944, obtenant notamment la reddition des troupes allemandes regroupées autour du Palais du Luxembourg,. En décembre, muté à sa demande au 501e régiment de chars de combat, il y prend le commandement de la 3e compagnie à la place de son camarade de captivité Jacques Branet. À la tête de ses chars pendant la bataille d'Alsace, il se distingue en réalisant des attaques efficaces sur des points où il ne peut être appuyé par l'infanterie du fait de l'épaisseur de la neige et en réalisant une attaque de nuit, en compagnie du capitaine Raymond Dronne, contre des canons antichars qui protégeaient Marckolsheim. En avril 1945, il est affecté au cabinet militaire du général de Gaulle à Paris, mais obtient de pouvoir retourner à la 2e DB pour quelques jours alors qu'elle se trouve en Allemagne. Il la rejoint au début du mois de mai et entre avec elle à Berchtesgaden où dans les ruines du Berghof, il découvre un livre de Charles de Gaulle annoté de la main d'Hitler. Revenu à Paris, il est promu chef d'escadron en juin 1945.

### Après-guerre
Le 2 janvier 1946, le commandant Alain de Boissieu épouse la fille du général de Gaulle, Élisabeth, qu'il avait rencontrée à Londres en 1941,. Il suit ensuite les cours de l'École d'état-major puis se porte volontaire pour servir en Indochine, ce qui lui est refusé. Il part alors en Afrique où, de 1947 à 1949, il est affecté au secrétariat de la défense de l'Afrique-Équatoriale française. De retour en France, il retrouve le 501e RCC dont il commande les services techniques, avant de repartir pour l'Afrique où de 1952 à 1953 il sert à l'état-major de la zone stratégique d'Afrique centrale,. Promu lieutenant-colonel et rentré à Paris pour y suivre les cours de l'École supérieure de guerre, Alain de Boissieu en sort breveté en 1955 et retourne en Afrique centrale, cette fois à l'état-major du commandant en chef de la zone,. En 1956, il est volontaire pour prendre le commandement d'une unité en Algérie ce qui lui est cette fois accordé. Devenant le chef de corps du 4e régiment de chasseurs dans le Constantinois, il se montre efficace dans les opérations contre l'armée de libération nationale et est promu colonel en septembre 1958. Il devient alors directeur du cabinet militaire de Paul Delouvrier, délégué général du gouvernement, et du général Challe, commandant en chef de l'armée en Algérie,.
De retour en France en 1959, il est affecté comme chef d'état-major à l'inspection générale de l'Arme blindée et cavalerie puis suit les cours du Centre des hautes études militaires et de l'Institut des hautes études de Défense nationale,. En 1962, alors qu'il accompagne Charles et Yvonne de Gaulle vers l'aérodrome de Villacoublay à bord de la Citroën DS-19 présidentielle, celle-ci est la cible de tirs. De Gaulle rapporte que son gendre lui a intimé l'ordre de se mettre à l'abri, lui disant : « À terre, père ! » (« père » ou « mon père » était le qualificatif qu'il employait communément lorsqu’il s’adressait au général).
Nommé général de brigade, il commande successivement la 2e brigade blindée de 1962 à 1964, l'École spéciale militaire de Saint-Cyr de 1964 à 1967 et la 7e division mécanisée de 1967 à 1969,. En 1969, nommé inspecteur de l'arme blindée, il est également en parallèle membre du Conseil supérieur de la guerre. Gravissant les échelons du corps des officiers généraux, il devient général d'armée en 1971 et est nommé chef d'état-major de l'Armée de terre. Grand chancelier de l'ordre de la Légion d'honneur à partir de 1975, il démissionne de ce poste en 1981 à la suite de l'élection de François Mitterrand à la présidence de la République française,. Reprochant à celui-ci les termes employés contre le général de Gaulle dans son livre Le Coup d'État permanent, Alain de Boissieu quitte ses fonctions pour ne pas avoir à remettre au nouveau président le grand collier de la Légion d'honneur, rôle traditionnellement dévolu au grand chancelier de l'Ordre. Membre du Conseil de l'ordre de la Libération depuis 1970, le général de Boissieu en devient chancelier en 2002. Alain de Boissieu meurt à Clamart le 5 avril 2006,. Ses obsèques sont célébrées le 8 avril dans la cour d'honneur de l'hôtel des Invalides en présence du président de la République Jacques Chirac et des anciens Premiers ministres Pierre Messmer et Édouard Balladur. Il est inhumé au cimetière de Colombey-les-Deux-Églises dans une tombe voisine de celle de Charles et Yvonne de Gaulle.

## Distinctions

### Décorations
|  |  |  |  |  |  |
|  |  |  |  |  |  |
|  |  |  |  |  |  |
|  |  |  |  |  |  |
|  |  |  |  |  |  |
|  |  |  |  |  |  |
|  |  |  |  |  |  |
|  |  |  |  |  |  |
|  |  |  |  |  |  |

| Grand-croix de la Légion d'honneur                                    |                                                                     |                                                                       |                                                                       |                                                                                             |                                                                                             |
| Compagnon de la Libération                                            | Compagnon de la Libération                                          | Grand-croix de l'ordre national du Mérite                             | Grand-croix de l'ordre national du Mérite                             | Croix de guerre 1939-1945 Avec trois palmes, trois étoiles d'argent et une étoile de bronze | Croix de guerre 1939-1945 Avec trois palmes, trois étoiles d'argent et une étoile de bronze |
| Croix de la Valeur militaire Avec une palme et une étoile de bronze   | Croix de la Valeur militaire Avec une palme et une étoile de bronze | Médaille de la Résistance                                             | Médaille de la Résistance                                             | Chevalier de l'ordre des Palmes académiques                                                 | Chevalier de l'ordre des Palmes académiques                                                 |
| Médaille des évadés                                                   | Médaille des évadés                                                 | Croix du combattant volontaire                                        | Croix du combattant volontaire                                        | Croix du combattant volontaire de la Résistance                                             | Croix du combattant volontaire de la Résistance                                             |
| Médaille coloniale                                                    | Médaille coloniale                                                  | Médaille commémorative des services volontaires dans la France libre  | Médaille commémorative des services volontaires dans la France libre  | Presidential Unit Citation (États-Unis)                                                     | Presidential Unit Citation (États-Unis)                                                     |
| Grand-croix de l'ordre de l'Étoile noire                              | Grand-croix de l'ordre de l'Étoile noire                            | Chevalier commandeur de l'ordre de l'Empire britannique (Royaume-Uni) | Chevalier commandeur de l'ordre de l'Empire britannique (Royaume-Uni) | Commandeur de la Legion of Merit (États-Unis)                                               | Commandeur de la Legion of Merit (États-Unis)                                               |
| Ordre du Mérite militaire (Brésil)                                    | Ordre du Mérite militaire (Brésil)                                  | Grand-croix de l'ordre du Ouissam alaouite (Maroc)                    | Grand-croix de l'ordre du Ouissam alaouite (Maroc)                    | Commandeur de l'ordre du Nichan Iftikhar (Tunisie)                                          | Commandeur de l'ordre du Nichan Iftikhar (Tunisie)                                          |
| Grand-croix de l'ordre de la République (Tunisie)                     | Grand-croix de l'ordre de la République (Tunisie)                   | Ordre du Libérateur (Venezuela)                                       | Ordre du Libérateur (Venezuela)                                       | Ordre de l'Indépendance (Jordanie)                                                          | Ordre de l'Indépendance (Jordanie)                                                          |
| Commandeur de l'ordre pro Merito Melitensi (Ordre souverain de Malte) |                                                                     |                                                                       |                                                                       |                                                                                             |                                                                                             |

### Hommages
- La rue du Général-Alain-de-Boissieu à Paris a été baptisée en son honneur.
- Une rue porte son nom à Lucé, à côté de Chartres[13].

## Dans la fiction
Dans la mini-série De Gaulle, l'éclat et le secret (2020), son rôle est interprété par Marc Prin.

## Publications
- Alain de Boissieu, Pour combattre avec de Gaulle : 1940-1945, Plon, 1981 (ISBN 2-259-00856-9).
- Alain de Boissieu, Pour servir le général : 1946-1970, Plon, 1982 (ISBN 2-259-00966-2).